# Remington (Rasierprodukte)

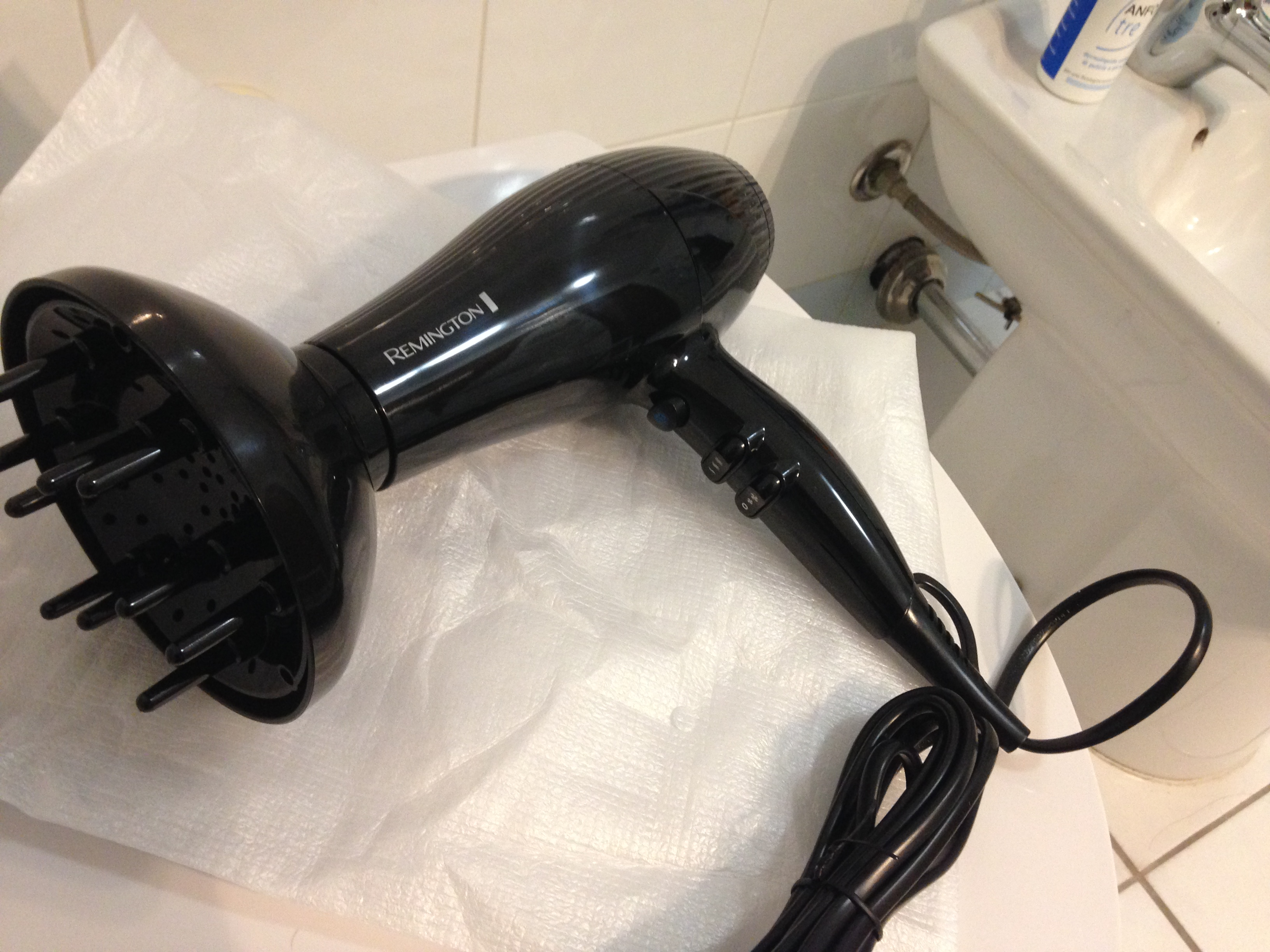
Haartrockner von Remington

Remington ist eine Marke für Herrenrasierapparate, Haarschneidegeräte, Damenrasierapparate/Epilierer sowie diverse Haarstyling-Produkte. Die Marke gehört seit Oktober 2003 zum US-amerikanischen Konzern Spectrum Brands. Die Remington-Produkte vertreibt in Deutschland die VARTA Consumer Batteries GmbH & Co. KGaA mit Sitz in Ellwangen (Jagst), eine Tochtergesellschaft von Spectrum Brands.

## Geschichte
1936 wurde Remington als Geschäftsbereich des Unternehmens Remington Rand gegründet. 1937 brachte Remington den ersten elektrischen Trockenrasierer auf den Markt. In den folgenden Jahren arbeitete das Unternehmen an der Entwicklung von Rasierern mit mehreren Scherköpfen. 1940 präsentierte es den ersten Rasierer mit zwei Scherköpfen und 1941 den ersten Rasierer mit drei Scherköpfen und Langhaarschneider. 1960 brachte Remington den ersten Akkurasierer auf den Markt. Ausgestattet mit Nickel-Cadmium-Akkus konnte man mit ihm mehrere Tage ohne Netzanschluss rasieren.
1979 wurde das Unternehmen von Victor Kiam gekauft und als Remington Products Inc. weitergeführt. 1993 kaufte Remington die Körperpflegesparte von Clairol Inc. 1996 wurde das Unternehmen reorganisiert und zur Remington Products Company LLC umbenannt, mit Sitz nach wie vor in Bridgeport (Connecticut). Im Jahr 2003 wurde Remington von dem US-amerikanischen Batteriehersteller Rayovac übernommen, der 2005 seinen Namen in Spectrum Brands änderte und am 3. Februar 2009 ein Verfahren gemäß Chapter 11 des Insolvenzrechts der Vereinigten Staaten beantragte.

## Belege
1. ↑  Spectrum Brand; Corporate Information; History.
2. ↑  Rayovac kauft Remington Products Company